# Centro de Aviso de Ciclone Tropical
Centro de Aviso de Ciclone Tropical (CACT) é uma organização meteorológica responsável por prover informações, avisos e recomendações sobre ciclones tropicais para o público em geral. No mundo, há seis centros de aviso de ciclone tropical que são parte do programa de ciclones tropicais da Organização Meteorológica Mundial. Possuem funções semelhantes aos dos Centros Meteorológicos Regionais Especializados, porém são responsáveis por áreas de responsabilidade menores do que estes. Os seis centros de aviso de ciclone tropical são:
- Oceano Índico Sudeste ao sul da latitude 10°S: CACT de Perth, Austrália, controlado pelo Bureau of Meteorology;
- Mar de Arafura, Mar de Timor e Golfo de Carpentária: CACT de Darwin, Austrália, controlado pelo Bureau of Meteorology;
- Mar de Coral: CACT de Brisbane, Austrália, também controlado pelo Bureau of Meteorology.
- Mar de Salomão e Golfo de Papua: CACT de Port Moresby, Papua-Nova Guiné, controlada pelo Centro Meteorológico Regional do país;
- Mar da Tasmânia e Oceano Pacífico Sul e Sudoeste ao sul da latitude 25°S: CACT de Wellington, Nova Zelândia, controlado pelo Serviço Meteorológico de Nova Zelândia;
- Oceano Índico sudeste ao norte da latitude 10°S: CACT de Jacarta, Indonésia, controlado pela Agência Meteorológica e Geofísica da Indonésia.